# شلومو بنتين
شلومو بنتين (بالعبرية: שלמה בנטין) (1946-2012) كان عالم نفس عصبي إسرائيلي، وحاصل على جائزة إسرائيل في علم النفس.